# 直入郡
- 令制国一覧 > 西海道 > 豊後国 > 直入郡
- 日本 > 九州地方 > 大分県 > 直入郡

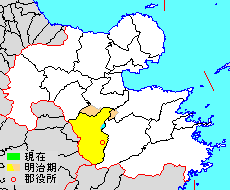
大分県直入郡の位置（薄黄：後に他郡に編入された区域 水色：のちに他郡から編入された区域）

直入郡（なおいりぐん）は、大分県（豊後国）にあった郡。

## 郡域
1878年（明治11年）に行政区画として発足した当時の郡域は、下記の区域にあたる。
- 竹田市の大部分（大字片ケ瀬、直入町大字神堤を除く）
- 由布市の一部（庄内町阿蘇野）
- 大分市の一部（今市）

## 歴史

### 古代
天平12年（740年）頃までに成立したとされる『豊後国風土記』において、豊後国の8つの郡のひとつとして直入郡（なおりのこおり）が挙げられている。同書の直入郡の条には、昔、この地に真っ直ぐに伸びた大きな桑の樹があったことから直桑（なおくわ）村といったのが訛ったものであると記されている。範囲は、概ね、現在の竹田市全域、由布市の一部（旧庄内町南部）にあたる。
また、承平年間（931年 - 938年）に成立した『和名類聚抄』には、この郡に、朽網、三宅、直入、柏原の4郷があったと記されている。

#### 式内社
『延喜式』神名帳に記される郡内の式内社。
| 神名帳           | 神名帳               | 神名帳 | 神名帳         | 比定社                 | 比定社           | 比定社 | 集成 |
| 社名             | 読み                 | 格     | 付記           | 社名                   | 所在地           | 備考   | 集成 |
| ---------------- | -------------------- | ------ | -------------- | ---------------------- | ---------------- | ------ | ---- |
| 直入郡 1座（小） |                      |        |                |                        |                  |        |      |
| 建男霜凝日子神社 | タケヲシモコリヒコノ | 小     |                | （論）健男霜凝日子神社 | 大分県竹田市神原 |        |      |
| 建男霜凝日子神社 | タケヲシモコリヒコノ | 小     | （論）穴森神社 | 大分県竹田市神原       |                  |        |      |
| 凡例を表示       |                      |        |                |                        |                  |        |      |

### 近世以降の沿革
- 「旧高旧領取調帳」に記載されている明治初年時点での支配は以下の通り。（2町300村）

| 知行   | 知行       | 村数      | 村名 |
| ------ | ---------- | --------- | --- |
| 幕府領 | 熊本藩預地 | 12村      | 石合村、須郷村、井手野村、名子山村、城後村、釘小野村、橘木村、二俣村、仲村、山浦村、塩手村、小津留村 |
| 藩領   | 豊後岡藩   | 1町 282村 | 竹田町、竹田村、十川村、挟田村、柴栗村、部動寺村、真菰村、早水村、小賀村、若松村、村挾村、中村、楠山村、立石村、枝村、七里村、下木村、田原村（飛田郷）、瀬口村、上鹿口村、鹿口村、平村（飛田郷）、千引村、塩付村、坂折村、荒牧村、久原村、山手村、阿蔵村、玉来村、吉田村、篠田村、猿口村、岩本村、河原立村、粟生村、両台小野村、八世村、中尾村、恵良村（矢倉郷）、鑰畠村、栃瀬村、鶴原村、桜瀬村、君ヶ園村、下矢倉村、矢倉村、拝田原村、穴井迫村、庄屋村、宇土村、薊菜村、渡瀬村、山中村（松本郷）、山口村、大中島村、岩瀬村、向山田村、漆迫村、河宇田村、篠尾村、山田村（倉木郷）、長小野村、平原村（倉木郷）、大津留村、大仲寺村、矢原村、小高野村（倉木郷）、牧村、長田村、政所村（長田郷）、江内戸村、倉木村、田井村、神原村、振顔野村、波来合村、井手上村、中角村、舞渡村、名子園村、辻原村、次倉村、高山村、国重村、宮戸村、上瀬口村、長迫村（次倉郷）、下戸村、安養寺村、鹿風紺屋村、高源寺村、尾村、久小野村、田原村（九重野郷）、代滝部村、二俣村、百木村、小川村、鴫田村、舞次村、吉野村、西福寺村、中畑村、田代村、宮平村、入佐村、瓜作村、柏原村、池原村、高練木村、市依野村、新藤村（柏原郷）、陽目村、入屋村、叶野村、中山村、下迫村（柏原郷）、谷尾村、馬場村（葎原郷）、桑木村、山崎村、平原村（葎原郷）、木下村、滝水村、切渡村、杉園村、馬渡村、政所村（葎原郷）、火渡村、小畠村、藤渡村、宮園村、蒔迫村、新藤村（葎原郷）、原村（恵良原組）、恵良村（恵良原組）、井戸村、高城村、上行年村、下行年村、馬脊野村、下津江村、南河内村、瀬目村、野鹿村、仁田川村、菅生村、塚原村、上菅生村、甘橡村、原山村、田代村、小塚村、池部村、今村、楠野村、宮園村、石井村、紙漉村（家中郷）、川床村、久保村（家中郷）、仲村（家中郷）、西園村、添ヶ津留村、山田村（矢倉郷）、戸上村、入作村、上坂田村、炭竈村、古園村（家中郷）、刈小野村、阿鹿野村、上畑村、桑迫村、市用村、大畑村、下志土知村、栗川村、大口村、志土知村、北尾鶴村、長田尾村、福原村、鉢山村、神田村、深迫村、宇土村、下坂田村、松尾村、熊地村、小川村、紙漉村（長田郷）、米納村、長迫村（長田郷）、雉ヶ平村、森屋村、高伏村、木原村、和泉村、法泉庵村、轟木村、鍛冶屋村、下平田村、中平田村、上平田村、十一村、古園村（長田郷）、左右水村、小仲尾村、法木村、柿木村、折立村、内ヶ倉村、平村（長田郷）、中野村（長田郷）、政所村（長田郷）、荻迫村、長慶院村、橋宇津村、辻迫村、西長田村、古殿村、小高野村（長田郷）、山田村（長田郷）、入草村、井無田村、田平村、高尾村、鬼田村、栢木村（朽網郷）、馬場村（朽網郷）、老野村、峯越村、山路村、塔立村、八山村、柚木村、冷川村、古市村、橋爪村、岳麓寺村、塔原村、有氏村、湯上村、七里田村、小柳村、向原村、石原村、板切村、仏原村、須崎村、小竹村、市村、石田村、長野村、筒井村、上野村、日向塚村、栃原村、桑畑村、新田村、下河原村、原村（朽網郷）、湯原村、下迫村（朽網郷）、冬田村、辻村、沢水村、久保村（朽網郷）、社家村、仲村（朽網郷）、柚柑子村、日ヶ暮村、伊小野村、高津原村、栢木村（阿蘇野郷）、中野村（阿蘇野郷）、原中山村、井手下村、上重村、今市村、山中村（朽網郷）、練ヶ迫村 |
| 藩領   | 肥後熊本藩 | 1町 6村   | 久住町、久住村、阿蔵野村、桐迫村、白丹村、宮原村、稲葉村 |

- 慶応4年8月28日（1868年10月13日） - 熊本藩預地が日田県の管轄となる[7]。
- 明治4年
  - 7月14日（1871年8月29日） - 廃藩置県により、藩領が岡県、熊本県の管轄となる。
  - 11月14日（1871年12月25日） - 第1次府県統合により、全域が大分県の管轄となる。
- 明治8年（1875年）3月 - 以下の町村の統合が行われる。（1町69村）

- 今市村 ← 今市村、石合村、山中村（朽網郷）、練ヶ迫村
- 下田北村 ← 須郷村、仲村（幕府領）、山浦村、塩手村、小津留村
- 上田北村 ← 井手野村、名子山村、城後村、釘小野村、橘木村、二俣村
- 三宅村 ← 部動寺村、真菰村
- 会々村 ← 七里村、下木村、上鹿口村、鹿口村、平村（飛田郷）、千引村
- 飛田川村 ← 田原村（飛田郷）、瀬口村、塩付村、坂折村、荒牧村、久原村、山手村
- 入田村 ← 河宇田村、大仲寺村、矢原村、小高野村
- 門田村 ← 篠尾村、山田村（倉木郷）、長小野村、平原村（倉木郷）、大津留村
- 太田村 ← 牧村、長田村、政所村（長田郷）、江内戸村
- 九重野村 ← 安養寺村、鹿風紺屋村、高源寺村、尾村、久小野村、田原村（九重野郷）、代滝部村、二俣村、百木村、小川村
- 恵良原村 ← 原村（恵良原組）、恵良村（恵良原組）
- 城原村 ← 木原村、和泉村、法泉庵村、轟木村、鍛冶屋村
- 平田村 ← 下平田村、中平田村、上平田村、十一村、古園村（長田郷）、左右水村、小仲尾村、法木村、柿木村、折立村、内ヶ倉村、平村（長田郷）、中野村（長田郷）
- 植木村 ← 政所村（長田郷）、荻迫村、長慶院村、橋宇津村、辻迫村、西長田村、古殿村、小高野村（長田郷）、山田村（長田郷）、入草村、井無田村、田平村、高尾村、鬼田村
- 長湯村 ← 長野村、筒井村、上野村、日向塚村、栃原村、桑畑村、新田村、下河原村、原村（朽網郷）、湯原村、下迫村（朽網郷）、冬田村、辻村、沢水村、久保村（朽網郷）、社家村、仲村（朽網郷）、柚柑子村
- 阿蘇野村 ← 日ヶ暮村、伊小野村、高津原村、栢木村（阿蘇野郷）、中野村（阿蘇野郷）、原中山村、井手下村、上重村
- 挟田村 ← 挟田村、十川村、柴栗村
- 中村 ← 中村、早水村、小賀村、若松村、村挾村
- 枝村 ← 枝村、楠山村、立石村
- 玉来村 ← 玉来村、阿蔵村
- 吉田村 ← 吉田村、篠田村、猿口村、八世村、中尾村、恵良村（矢倉郷）
- 岩本村 ← 岩本村、河原立村、粟生村、両台小野村
- 君ヶ園村 ← 君ヶ園村、鑰畠村、栃瀬村、鶴原村、下矢倉村、矢倉村
- 拝田原村 ← 拝田原村、桜瀬村
- 穴井迫村 ← 穴井迫村、庄屋村、宇土村、大中島村
- 渡瀬村 ← 渡瀬村、薊菜村、山中村（松本郷）、山口村
- 向山田村 ← 向山田村、漆迫村
- 神原村 ← 神原村、振顔野村、波来合村、井手上村
- 中角村 ← 中角村、舞渡村、名子園村、辻原村
- 次倉村 ← 次倉村、高山村、国重村、宮戸村、上瀬口村、長迫村（次倉郷）、下戸村
- 柏原村 ← 柏原村、鴫田村、舞次村、吉野村、西福寺村、中畑村、田代村、宮平村、入佐村、瓜作村、池原村、高練木村、市依野村、新藤村（柏原郷）、陽目村、八屋村、叶野 村、中山村、下迫村（柏原郷）
- 馬場村 ← 馬場村（葎原郷）、谷尻村
- 桑木村 ← 桑木村、山崎村
- 木下村 ← 木下村、平原村（葎原郷）、滝水村、切渡村
- 政所村 ← 政所村（葎原郷）、杉園村、馬渡村
- 藤渡村 ← 藤渡村、火渡村、小畠村
- 新藤村 ← 新藤村（葎原郷）、宮園村、蒔迫村
- 高城村 ← 高城村、上行年村、下行年村
- 馬脊野村 ← 馬脊野村、井戸村、下津江村
- 南河内村 ← 南河内村、瀬目村、野鹿村、仁田川村
- 菅生村 ← 菅生村、塚原村、上菅生村、甘橡村
- 小塚村 ← 小塚村、原山村、田代村、池部村
- 今村 ← 今村、楠野村、宮園村、石井村
- 川床村 ← 川床村、紙漉村（家中郷）、山田村（矢倉郷）
- 久保村 ← 久保村（家中郷）、仲村（家中郷）、西園村
- 上坂田村 ← 上坂田村、入作村
- 下坂田村 ← 下坂田村、深迫村、松尾村
- 刈小野村 ← 狩小野村、阿鹿野村
- 上畑村 ← 上畑村、桑迫村
- 市用村 ← 市用村、大畑村
- 下志土知村 ← 下志土知村、栗川村
- 志土知村 ← 志土知村、大口村
- 福原村 ← 福原村、鉢山村、神田村、宇土村
- 小川村 ← 小川村、北尾鶴村、熊地村、長田尾村
- 米納村 ← 米納村、紙漉村（長田郷）、長迫村（長田郷）、雉ヶ平村
- 高伏村 ← 高伏村、森屋村
- 栢木村 ← 栢木村（朽網郷）、馬場村（朽網郷）、老野村、峯越村、山路村、塔立村、八山村、柚木村、冷川村、古市村、橋爪村
- 有氏村 ← 有氏村、岳麓寺村、塔原村、湯上村、七里田村、小柳村、向原村、石原村、板切村
- 仏原村 ← 仏原村、須崎村、小竹村、市村、石田村
- 久住村 ← 久住町、久住村、阿蔵野村、桐迫村
- 白丹村 ← 白丹村、宮原村、稲葉村

- 明治11年（1878年）11月1日 - 郡区町村編制法の大分県での施行により、行政区画としての直入郡が発足。郡役所が竹田町に設置。
- 明治20年（1887年） - 高城村が恵良原村に合併。（1町68村）

### 町村制以降の沿革

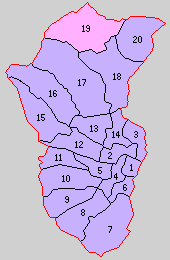
1.竹田町 2.豊岡村 3.岡本村 4.玉来村 5.松本村 6.入田村 7.嫗岳村 8.宮砥村 9.柏原村 10.荻村 11.菅生村 12.宮城村 13.城原村 14.明治村 15.白丹村 16.久住村 17.都野村 18.長湯村 19.阿蘇野村 20.下竹田村（紫：竹田市 桃：由布市）

- 明治22年（1889年）4月1日 - 町村制の施行により、以下の町村が発足。特記以外は全域が現・竹田市。（1町19村）
  - 竹田町 ← 竹田村、竹田町
  - 豊岡村 ← 会々村、飛田川村
  - 岡本村 ← 三宅村、挟田村、中村、枝村
  - 玉来村 ← 玉来村、拝田原村、吉田村、岩本村
  - 松本村 ← 穴井迫村、君ヶ園村、渡瀬村、岩瀬村、向山田村
  - 入田村 ← 門田村、入田村、太田村
  - 嫗岳村 ← 田井村、倉木村、神原村、中角村
  - 宮砥村 ← 次倉村、九重野村
  - 柏原村（単独村制）
  - 荻村 ← 藤渡村、新藤村、馬場村、桑木村、木下村、政所村、恵良原村、馬脊野村、南河内村
  - 菅生村 ← 今村、菅生村、戸上村、小塚村
  - 宮城村 ← 炭竈村、上坂田村、上畑村、刈小野村、古園村、志土知村、川床村、市用村、久保村、下志土知村
  - 城原村 ← 米納村、高伏村、城原村、下坂田村、小川村、福原村
  - 明治村 ← 平田村、植木村
  - 白丹村 ← 白丹村、添ヶ津留村
  - 久住村（単独村制）
  - 都野村 ← 仏原村、栢木村、有氏村
  - 長湯村（単独村制）
  - 阿蘇野村（単独村制。現・由布市）
  - 下竹田村 ← 下田北村、上田北村
  - 今市村が大野郡今市村の一部となる。
- 明治24年（1891年）4月1日 - 郡制を施行。
- 明治39年（1906年）6月30日 - 玉来村が町制施行して玉来町となる。（2町18村）
- 大正9年（1920年）1月1日 - 久住村が町制施行して久住町となる。（3町17村）
- 大正12年（1923年）4月1日 - 郡会が廃止。郡役所は存続。
- 大正15年（1926年）7月1日 - 郡役所が廃止。以降は地域区分名称となる。
- 昭和17年（1942年）
  - 4月1日 - 竹田町・豊岡村・明治村・岡本村が合併し、改めて竹田町が発足。（3町14村）
  - 7月1日 - 「直入地方事務所」が竹田町に設置され、本郡を管轄。但し、一部は「大分地方事務所」の管轄。
- 昭和23年（1948年）4月1日 - 長湯村が町制施行して長湯町となる。（4町13村）
- 昭和25年（1950年）
  - 1月1日 - 阿蘇野村の所属郡が本郡から大分郡に変更。（4町12村）
  - 9月1日 - 竹田町の一部（会々・飛田川）が分立して豊岡村が発足。（4町13村）
- 昭和29年（1954年）3月31日（2町4村）
  - 白丹村・久住町が合併し、改めて久住町が発足。
  - 竹田町・豊岡村・玉来町・松本村・入田村・嫗岳村・宮砥村・菅生村・宮城村・城原村が合併して竹田市が発足し、郡より離脱。
- 昭和30年（1955年）
  - 3月20日 - 久住町・都野村が合併して久住都町が発足。（2町3村）
  - 3月31日 - 長湯町・下竹田村が合併して直入町が発足。（2町2村）
  - 4月1日 - 柏原村・荻村が合併して荻町が発足。（3町）
- 昭和31年（1956年）2月1日 - 直入町が大野郡朝地町の一部（神堤）を編入。
- 昭和32年（1957年）1月15日 - 久住都町が改称して久住町となる。
- 平成17年（2005年）4月1日 - 荻町・久住町・直入町が竹田市と合併し、改めて竹田市が発足。同日直入郡消滅。

### 変遷表
| 明治8年以前        | 明治8年 - 明治22年 | 明治8年 - 明治22年 | 明治22年 4月1日 町村制施行 | 明治22年 - 昭和19年         | 昭和20年 - 昭和29年            | 昭和20年 - 昭和29年                 | 昭和30年 - 昭和63年                    | 昭和30年 - 昭和63年                    | 平成元年 - 現在              | 現在   |
| ------------------ | ------------------ | ------------------ | -------------------------- | --------------------------- | ------------------------------ | ----------------------------------- | -------------------------------------- | -------------------------------------- | ---------------------------- | ------ |
| 日ヶ暮村           | 阿蘇野村           | 阿蘇野村           | 阿蘇野村                   | 阿蘇野村                    | 昭和25年1月1日 所属変更 大分郡 | 昭和29年11月1日 大分郡庄内村の一部  | 昭和30年4月1日 町制 大分郡庄内町の一部 | 昭和30年4月1日 町制 大分郡庄内町の一部 | 平成17年10月1日 由布市の一部 | 由布市 |
| 伊小野村           | 阿蘇野村           | 阿蘇野村           | 阿蘇野村                   | 阿蘇野村                    | 昭和25年1月1日 所属変更 大分郡 | 昭和29年11月1日 大分郡庄内村の一部  | 昭和30年4月1日 町制 大分郡庄内町の一部 | 昭和30年4月1日 町制 大分郡庄内町の一部 | 平成17年10月1日 由布市の一部 | 由布市 |
| 高津原村           | 阿蘇野村           | 阿蘇野村           | 阿蘇野村                   | 阿蘇野村                    | 昭和25年1月1日 所属変更 大分郡 | 昭和29年11月1日 大分郡庄内村の一部  | 昭和30年4月1日 町制 大分郡庄内町の一部 | 昭和30年4月1日 町制 大分郡庄内町の一部 | 平成17年10月1日 由布市の一部 | 由布市 |
| 栢木村（阿蘇野郷） | 阿蘇野村           | 阿蘇野村           | 阿蘇野村                   | 阿蘇野村                    | 昭和25年1月1日 所属変更 大分郡 | 昭和29年11月1日 大分郡庄内村の一部  | 昭和30年4月1日 町制 大分郡庄内町の一部 | 昭和30年4月1日 町制 大分郡庄内町の一部 | 平成17年10月1日 由布市の一部 | 由布市 |
| 中野村（阿蘇野郷） | 阿蘇野村           | 阿蘇野村           | 阿蘇野村                   | 阿蘇野村                    | 昭和25年1月1日 所属変更 大分郡 | 昭和29年11月1日 大分郡庄内村の一部  | 昭和30年4月1日 町制 大分郡庄内町の一部 | 昭和30年4月1日 町制 大分郡庄内町の一部 | 平成17年10月1日 由布市の一部 | 由布市 |
| 原中山村           | 阿蘇野村           | 阿蘇野村           | 阿蘇野村                   | 阿蘇野村                    | 昭和25年1月1日 所属変更 大分郡 | 昭和29年11月1日 大分郡庄内村の一部  | 昭和30年4月1日 町制 大分郡庄内町の一部 | 昭和30年4月1日 町制 大分郡庄内町の一部 | 平成17年10月1日 由布市の一部 | 由布市 |
| 井手下村           | 阿蘇野村           | 阿蘇野村           | 阿蘇野村                   | 阿蘇野村                    | 昭和25年1月1日 所属変更 大分郡 | 昭和29年11月1日 大分郡庄内村の一部  | 昭和30年4月1日 町制 大分郡庄内町の一部 | 昭和30年4月1日 町制 大分郡庄内町の一部 | 平成17年10月1日 由布市の一部 | 由布市 |
| 上重村             | 阿蘇野村           | 阿蘇野村           | 阿蘇野村                   | 阿蘇野村                    | 昭和25年1月1日 所属変更 大分郡 | 昭和29年11月1日 大分郡庄内村の一部  | 昭和30年4月1日 町制 大分郡庄内町の一部 | 昭和30年4月1日 町制 大分郡庄内町の一部 | 平成17年10月1日 由布市の一部 | 由布市 |
| 竹田町             | 竹田町             | 竹田町             | 竹田町                     | 昭和17年4月1日 竹田町       | 竹田町                         | 昭和29年3月31日 竹田市              | 竹田市                                 | 竹田市                                 | 平成17年4月1日 竹田市        | 竹田市 |
| 竹田村             | 竹田村             | 竹田村             | 竹田町                     | 昭和17年4月1日 竹田町       | 竹田町                         | 昭和29年3月31日 竹田市              | 竹田市                                 | 竹田市                                 | 平成17年4月1日 竹田市        | 竹田市 |
| 部動寺村           | 三宅村             | 三宅村             | 岡本村                     | 昭和17年4月1日 竹田町       | 竹田町                         | 昭和29年3月31日 竹田市              | 竹田市                                 | 竹田市                                 | 平成17年4月1日 竹田市        | 竹田市 |
| 真菰村             | 三宅村             | 三宅村             | 岡本村                     | 昭和17年4月1日 竹田町       | 竹田町                         | 昭和29年3月31日 竹田市              | 竹田市                                 | 竹田市                                 | 平成17年4月1日 竹田市        | 竹田市 |
| 挟田村             | 挟田村             | 挟田村             | 岡本村                     | 昭和17年4月1日 竹田町       | 竹田町                         | 昭和29年3月31日 竹田市              | 竹田市                                 | 竹田市                                 | 平成17年4月1日 竹田市        | 竹田市 |
| 十川村             | 挟田村             | 挟田村             | 岡本村                     | 昭和17年4月1日 竹田町       | 竹田町                         | 昭和29年3月31日 竹田市              | 竹田市                                 | 竹田市                                 | 平成17年4月1日 竹田市        | 竹田市 |
| 柴栗村             | 挟田村             | 挟田村             | 岡本村                     | 昭和17年4月1日 竹田町       | 竹田町                         | 昭和29年3月31日 竹田市              | 竹田市                                 | 竹田市                                 | 平成17年4月1日 竹田市        | 竹田市 |
| 中村               | 中村               | 中村               | 岡本村                     | 昭和17年4月1日 竹田町       | 竹田町                         | 昭和29年3月31日 竹田市              | 竹田市                                 | 竹田市                                 | 平成17年4月1日 竹田市        | 竹田市 |
| 早水村             | 中村               | 中村               | 岡本村                     | 昭和17年4月1日 竹田町       | 竹田町                         | 昭和29年3月31日 竹田市              | 竹田市                                 | 竹田市                                 | 平成17年4月1日 竹田市        | 竹田市 |
| 小賀村             | 中村               | 中村               | 岡本村                     | 昭和17年4月1日 竹田町       | 竹田町                         | 昭和29年3月31日 竹田市              | 竹田市                                 | 竹田市                                 | 平成17年4月1日 竹田市        | 竹田市 |
| 若松村             | 中村               | 中村               | 岡本村                     | 昭和17年4月1日 竹田町       | 竹田町                         | 昭和29年3月31日 竹田市              | 竹田市                                 | 竹田市                                 | 平成17年4月1日 竹田市        | 竹田市 |
| 村挾村             | 中村               | 中村               | 岡本村                     | 昭和17年4月1日 竹田町       | 竹田町                         | 昭和29年3月31日 竹田市              | 竹田市                                 | 竹田市                                 | 平成17年4月1日 竹田市        | 竹田市 |
| 枝村               | 枝村               | 枝村               | 岡本村                     | 昭和17年4月1日 竹田町       | 竹田町                         | 昭和29年3月31日 竹田市              | 竹田市                                 | 竹田市                                 | 平成17年4月1日 竹田市        | 竹田市 |
| 楠山村             | 枝村               | 枝村               | 岡本村                     | 昭和17年4月1日 竹田町       | 竹田町                         | 昭和29年3月31日 竹田市              | 竹田市                                 | 竹田市                                 | 平成17年4月1日 竹田市        | 竹田市 |
| 立石村             | 枝村               | 枝村               | 岡本村                     | 昭和17年4月1日 竹田町       | 竹田町                         | 昭和29年3月31日 竹田市              | 竹田市                                 | 竹田市                                 | 平成17年4月1日 竹田市        | 竹田市 |
| 下平田村           | 平田村             | 平田村             | 明治村                     | 昭和17年4月1日 竹田町       | 竹田町                         | 昭和29年3月31日 竹田市              | 竹田市                                 | 竹田市                                 | 平成17年4月1日 竹田市        | 竹田市 |
| 中平田村           | 平田村             | 平田村             | 明治村                     | 昭和17年4月1日 竹田町       | 竹田町                         | 昭和29年3月31日 竹田市              | 竹田市                                 | 竹田市                                 | 平成17年4月1日 竹田市        | 竹田市 |
| 上平田村           | 平田村             | 平田村             | 明治村                     | 昭和17年4月1日 竹田町       | 竹田町                         | 昭和29年3月31日 竹田市              | 竹田市                                 | 竹田市                                 | 平成17年4月1日 竹田市        | 竹田市 |
| 十一村             | 平田村             | 平田村             | 明治村                     | 昭和17年4月1日 竹田町       | 竹田町                         | 昭和29年3月31日 竹田市              | 竹田市                                 | 竹田市                                 | 平成17年4月1日 竹田市        | 竹田市 |
| 古園村（長田郷）   | 平田村             | 平田村             | 明治村                     | 昭和17年4月1日 竹田町       | 竹田町                         | 昭和29年3月31日 竹田市              | 竹田市                                 | 竹田市                                 | 平成17年4月1日 竹田市        | 竹田市 |
| 左右水村           | 平田村             | 平田村             | 明治村                     | 昭和17年4月1日 竹田町       | 竹田町                         | 昭和29年3月31日 竹田市              | 竹田市                                 | 竹田市                                 | 平成17年4月1日 竹田市        | 竹田市 |
| 小仲尾村           | 平田村             | 平田村             | 明治村                     | 昭和17年4月1日 竹田町       | 竹田町                         | 昭和29年3月31日 竹田市              | 竹田市                                 | 竹田市                                 | 平成17年4月1日 竹田市        | 竹田市 |
| 法木村             | 平田村             | 平田村             | 明治村                     | 昭和17年4月1日 竹田町       | 竹田町                         | 昭和29年3月31日 竹田市              | 竹田市                                 | 竹田市                                 | 平成17年4月1日 竹田市        | 竹田市 |
| 柿木村             | 平田村             | 平田村             | 明治村                     | 昭和17年4月1日 竹田町       | 竹田町                         | 昭和29年3月31日 竹田市              | 竹田市                                 | 竹田市                                 | 平成17年4月1日 竹田市        | 竹田市 |
| 折立村             | 平田村             | 平田村             | 明治村                     | 昭和17年4月1日 竹田町       | 竹田町                         | 昭和29年3月31日 竹田市              | 竹田市                                 | 竹田市                                 | 平成17年4月1日 竹田市        | 竹田市 |
| 内ヶ倉村           | 平田村             | 平田村             | 明治村                     | 昭和17年4月1日 竹田町       | 竹田町                         | 昭和29年3月31日 竹田市              | 竹田市                                 | 竹田市                                 | 平成17年4月1日 竹田市        | 竹田市 |
| 平村（長田郷）     | 平田村             | 平田村             | 明治村                     | 昭和17年4月1日 竹田町       | 竹田町                         | 昭和29年3月31日 竹田市              | 竹田市                                 | 竹田市                                 | 平成17年4月1日 竹田市        | 竹田市 |
| 中野村（長田郷）   | 平田村             | 平田村             | 明治村                     | 昭和17年4月1日 竹田町       | 竹田町                         | 昭和29年3月31日 竹田市              | 竹田市                                 | 竹田市                                 | 平成17年4月1日 竹田市        | 竹田市 |
| 政所村（長田郷）   | 植木村             | 植木村             | 明治村                     | 昭和17年4月1日 竹田町       | 竹田町                         | 昭和29年3月31日 竹田市              | 竹田市                                 | 竹田市                                 | 平成17年4月1日 竹田市        | 竹田市 |
| 荻迫村             | 植木村             | 植木村             | 明治村                     | 昭和17年4月1日 竹田町       | 竹田町                         | 昭和29年3月31日 竹田市              | 竹田市                                 | 竹田市                                 | 平成17年4月1日 竹田市        | 竹田市 |
| 長慶院村           | 植木村             | 植木村             | 明治村                     | 昭和17年4月1日 竹田町       | 竹田町                         | 昭和29年3月31日 竹田市              | 竹田市                                 | 竹田市                                 | 平成17年4月1日 竹田市        | 竹田市 |
| 橋宇津村           | 植木村             | 植木村             | 明治村                     | 昭和17年4月1日 竹田町       | 竹田町                         | 昭和29年3月31日 竹田市              | 竹田市                                 | 竹田市                                 | 平成17年4月1日 竹田市        | 竹田市 |
| 辻迫村             | 植木村             | 植木村             | 明治村                     | 昭和17年4月1日 竹田町       | 竹田町                         | 昭和29年3月31日 竹田市              | 竹田市                                 | 竹田市                                 | 平成17年4月1日 竹田市        | 竹田市 |
| 西長田村           | 植木村             | 植木村             | 明治村                     | 昭和17年4月1日 竹田町       | 竹田町                         | 昭和29年3月31日 竹田市              | 竹田市                                 | 竹田市                                 | 平成17年4月1日 竹田市        | 竹田市 |
| 古殿村             | 植木村             | 植木村             | 明治村                     | 昭和17年4月1日 竹田町       | 竹田町                         | 昭和29年3月31日 竹田市              | 竹田市                                 | 竹田市                                 | 平成17年4月1日 竹田市        | 竹田市 |
| 小高野村（長田郷） | 植木村             | 植木村             | 明治村                     | 昭和17年4月1日 竹田町       | 竹田町                         | 昭和29年3月31日 竹田市              | 竹田市                                 | 竹田市                                 | 平成17年4月1日 竹田市        | 竹田市 |
| 山田村（長田郷）   | 植木村             | 植木村             | 明治村                     | 昭和17年4月1日 竹田町       | 竹田町                         | 昭和29年3月31日 竹田市              | 竹田市                                 | 竹田市                                 | 平成17年4月1日 竹田市        | 竹田市 |
| 入草村             | 植木村             | 植木村             | 明治村                     | 昭和17年4月1日 竹田町       | 竹田町                         | 昭和29年3月31日 竹田市              | 竹田市                                 | 竹田市                                 | 平成17年4月1日 竹田市        | 竹田市 |
| 井無田村           | 植木村             | 植木村             | 明治村                     | 昭和17年4月1日 竹田町       | 竹田町                         | 昭和29年3月31日 竹田市              | 竹田市                                 | 竹田市                                 | 平成17年4月1日 竹田市        | 竹田市 |
| 田平村             | 植木村             | 植木村             | 明治村                     | 昭和17年4月1日 竹田町       | 竹田町                         | 昭和29年3月31日 竹田市              | 竹田市                                 | 竹田市                                 | 平成17年4月1日 竹田市        | 竹田市 |
| 高尾村             | 植木村             | 植木村             | 明治村                     | 昭和17年4月1日 竹田町       | 竹田町                         | 昭和29年3月31日 竹田市              | 竹田市                                 | 竹田市                                 | 平成17年4月1日 竹田市        | 竹田市 |
| 鬼田村             | 植木村             | 植木村             | 明治村                     | 昭和17年4月1日 竹田町       | 竹田町                         | 昭和29年3月31日 竹田市              | 竹田市                                 | 竹田市                                 | 平成17年4月1日 竹田市        | 竹田市 |
| 七里村             | 会々村             | 会々村             | 豊岡村                     | 昭和17年4月1日 竹田町       | 昭和25年9月1日 分立 豊岡村     | 昭和29年3月31日 竹田市              | 竹田市                                 | 竹田市                                 | 平成17年4月1日 竹田市        | 竹田市 |
| 下木村             | 会々村             | 会々村             | 豊岡村                     | 昭和17年4月1日 竹田町       | 昭和25年9月1日 分立 豊岡村     | 昭和29年3月31日 竹田市              | 竹田市                                 | 竹田市                                 | 平成17年4月1日 竹田市        | 竹田市 |
| 上鹿口村           | 会々村             | 会々村             | 豊岡村                     | 昭和17年4月1日 竹田町       | 昭和25年9月1日 分立 豊岡村     | 昭和29年3月31日 竹田市              | 竹田市                                 | 竹田市                                 | 平成17年4月1日 竹田市        | 竹田市 |
| 鹿口村             | 会々村             | 会々村             | 豊岡村                     | 昭和17年4月1日 竹田町       | 昭和25年9月1日 分立 豊岡村     | 昭和29年3月31日 竹田市              | 竹田市                                 | 竹田市                                 | 平成17年4月1日 竹田市        | 竹田市 |
| 平村（飛田郷）     | 会々村             | 会々村             | 豊岡村                     | 昭和17年4月1日 竹田町       | 昭和25年9月1日 分立 豊岡村     | 昭和29年3月31日 竹田市              | 竹田市                                 | 竹田市                                 | 平成17年4月1日 竹田市        | 竹田市 |
| 千引村             | 会々村             | 会々村             | 豊岡村                     | 昭和17年4月1日 竹田町       | 昭和25年9月1日 分立 豊岡村     | 昭和29年3月31日 竹田市              | 竹田市                                 | 竹田市                                 | 平成17年4月1日 竹田市        | 竹田市 |
| 田原村（飛田郷）   | 飛田川村           | 飛田川村           | 豊岡村                     | 昭和17年4月1日 竹田町       | 昭和25年9月1日 分立 豊岡村     | 昭和29年3月31日 竹田市              | 竹田市                                 | 竹田市                                 | 平成17年4月1日 竹田市        | 竹田市 |
| 瀬口村             | 飛田川村           | 飛田川村           | 豊岡村                     | 昭和17年4月1日 竹田町       | 昭和25年9月1日 分立 豊岡村     | 昭和29年3月31日 竹田市              | 竹田市                                 | 竹田市                                 | 平成17年4月1日 竹田市        | 竹田市 |
| 塩付村             | 飛田川村           | 飛田川村           | 豊岡村                     | 昭和17年4月1日 竹田町       | 昭和25年9月1日 分立 豊岡村     | 昭和29年3月31日 竹田市              | 竹田市                                 | 竹田市                                 | 平成17年4月1日 竹田市        | 竹田市 |
| 坂折村             | 飛田川村           | 飛田川村           | 豊岡村                     | 昭和17年4月1日 竹田町       | 昭和25年9月1日 分立 豊岡村     | 昭和29年3月31日 竹田市              | 竹田市                                 | 竹田市                                 | 平成17年4月1日 竹田市        | 竹田市 |
| 荒牧村             | 飛田川村           | 飛田川村           | 豊岡村                     | 昭和17年4月1日 竹田町       | 昭和25年9月1日 分立 豊岡村     | 昭和29年3月31日 竹田市              | 竹田市                                 | 竹田市                                 | 平成17年4月1日 竹田市        | 竹田市 |
| 久原村             | 飛田川村           | 飛田川村           | 豊岡村                     | 昭和17年4月1日 竹田町       | 昭和25年9月1日 分立 豊岡村     | 昭和29年3月31日 竹田市              | 竹田市                                 | 竹田市                                 | 平成17年4月1日 竹田市        | 竹田市 |
| 山手村             | 飛田川村           | 飛田川村           | 豊岡村                     | 昭和17年4月1日 竹田町       | 昭和25年9月1日 分立 豊岡村     | 昭和29年3月31日 竹田市              | 竹田市                                 | 竹田市                                 | 平成17年4月1日 竹田市        | 竹田市 |
| 玉来村             | 玉来村             | 玉来村             | 玉来村                     | 明治39年6月30日 町制 玉来町 | 玉来町                         | 昭和29年3月31日 竹田市              | 竹田市                                 | 竹田市                                 | 平成17年4月1日 竹田市        | 竹田市 |
| 阿蔵村             | 玉来村             | 玉来村             | 玉来村                     | 明治39年6月30日 町制 玉来町 | 玉来町                         | 昭和29年3月31日 竹田市              | 竹田市                                 | 竹田市                                 | 平成17年4月1日 竹田市        | 竹田市 |
| 拝田原村           | 拝田原村           | 拝田原村           | 玉来村                     | 明治39年6月30日 町制 玉来町 | 玉来町                         | 昭和29年3月31日 竹田市              | 竹田市                                 | 竹田市                                 | 平成17年4月1日 竹田市        | 竹田市 |
| 桜瀬村             | 拝田原村           | 拝田原村           | 玉来村                     | 明治39年6月30日 町制 玉来町 | 玉来町                         | 昭和29年3月31日 竹田市              | 竹田市                                 | 竹田市                                 | 平成17年4月1日 竹田市        | 竹田市 |
| 吉田村             | 吉田村             | 吉田村             | 玉来村                     | 明治39年6月30日 町制 玉来町 | 玉来町                         | 昭和29年3月31日 竹田市              | 竹田市                                 | 竹田市                                 | 平成17年4月1日 竹田市        | 竹田市 |
| 篠田村             | 吉田村             | 吉田村             | 玉来村                     | 明治39年6月30日 町制 玉来町 | 玉来町                         | 昭和29年3月31日 竹田市              | 竹田市                                 | 竹田市                                 | 平成17年4月1日 竹田市        | 竹田市 |
| 猿口村             | 吉田村             | 吉田村             | 玉来村                     | 明治39年6月30日 町制 玉来町 | 玉来町                         | 昭和29年3月31日 竹田市              | 竹田市                                 | 竹田市                                 | 平成17年4月1日 竹田市        | 竹田市 |
| 八世村             | 吉田村             | 吉田村             | 玉来村                     | 明治39年6月30日 町制 玉来町 | 玉来町                         | 昭和29年3月31日 竹田市              | 竹田市                                 | 竹田市                                 | 平成17年4月1日 竹田市        | 竹田市 |
| 中尾村             | 吉田村             | 吉田村             | 玉来村                     | 明治39年6月30日 町制 玉来町 | 玉来町                         | 昭和29年3月31日 竹田市              | 竹田市                                 | 竹田市                                 | 平成17年4月1日 竹田市        | 竹田市 |
| 恵良村（矢倉郷）   | 吉田村             | 吉田村             | 玉来村                     | 明治39年6月30日 町制 玉来町 | 玉来町                         | 昭和29年3月31日 竹田市              | 竹田市                                 | 竹田市                                 | 平成17年4月1日 竹田市        | 竹田市 |
| 岩本村             | 岩本村             | 岩本村             | 玉来村                     | 明治39年6月30日 町制 玉来町 | 玉来町                         | 昭和29年3月31日 竹田市              | 竹田市                                 | 竹田市                                 | 平成17年4月1日 竹田市        | 竹田市 |
| 河原立村           | 岩本村             | 岩本村             | 玉来村                     | 明治39年6月30日 町制 玉来町 | 玉来町                         | 昭和29年3月31日 竹田市              | 竹田市                                 | 竹田市                                 | 平成17年4月1日 竹田市        | 竹田市 |
| 粟生村             | 岩本村             | 岩本村             | 玉来村                     | 明治39年6月30日 町制 玉来町 | 玉来町                         | 昭和29年3月31日 竹田市              | 竹田市                                 | 竹田市                                 | 平成17年4月1日 竹田市        | 竹田市 |
| 両台小野村         | 岩本村             | 岩本村             | 玉来村                     | 明治39年6月30日 町制 玉来町 | 玉来町                         | 昭和29年3月31日 竹田市              | 竹田市                                 | 竹田市                                 | 平成17年4月1日 竹田市        | 竹田市 |
| 穴井迫村           | 穴井迫村           | 穴井迫村           | 松本村                     | 松本村                      | 松本村                         | 昭和29年3月31日 竹田市              | 竹田市                                 | 竹田市                                 | 平成17年4月1日 竹田市        | 竹田市 |
| 庄屋村             | 穴井迫村           | 穴井迫村           | 松本村                     | 松本村                      | 松本村                         | 昭和29年3月31日 竹田市              | 竹田市                                 | 竹田市                                 | 平成17年4月1日 竹田市        | 竹田市 |
| 宇土村             | 穴井迫村           | 穴井迫村           | 松本村                     | 松本村                      | 松本村                         | 昭和29年3月31日 竹田市              | 竹田市                                 | 竹田市                                 | 平成17年4月1日 竹田市        | 竹田市 |
| 大中島村           | 穴井迫村           | 穴井迫村           | 松本村                     | 松本村                      | 松本村                         | 昭和29年3月31日 竹田市              | 竹田市                                 | 竹田市                                 | 平成17年4月1日 竹田市        | 竹田市 |
| 君ヶ園村           | 君ヶ園村           | 君ヶ園村           | 松本村                     | 松本村                      | 松本村                         | 昭和29年3月31日 竹田市              | 竹田市                                 | 竹田市                                 | 平成17年4月1日 竹田市        | 竹田市 |
| 鑰畠村             | 君ヶ園村           | 君ヶ園村           | 松本村                     | 松本村                      | 松本村                         | 昭和29年3月31日 竹田市              | 竹田市                                 | 竹田市                                 | 平成17年4月1日 竹田市        | 竹田市 |
| 栃瀬村             | 君ヶ園村           | 君ヶ園村           | 松本村                     | 松本村                      | 松本村                         | 昭和29年3月31日 竹田市              | 竹田市                                 | 竹田市                                 | 平成17年4月1日 竹田市        | 竹田市 |
| 鶴原村             | 君ヶ園村           | 君ヶ園村           | 松本村                     | 松本村                      | 松本村                         | 昭和29年3月31日 竹田市              | 竹田市                                 | 竹田市                                 | 平成17年4月1日 竹田市        | 竹田市 |
| 下矢倉村           | 君ヶ園村           | 君ヶ園村           | 松本村                     | 松本村                      | 松本村                         | 昭和29年3月31日 竹田市              | 竹田市                                 | 竹田市                                 | 平成17年4月1日 竹田市        | 竹田市 |
| 矢倉村             | 君ヶ園村           | 君ヶ園村           | 松本村                     | 松本村                      | 松本村                         | 昭和29年3月31日 竹田市              | 竹田市                                 | 竹田市                                 | 平成17年4月1日 竹田市        | 竹田市 |
| 渡瀬村             | 渡瀬村             | 渡瀬村             | 松本村                     | 松本村                      | 松本村                         | 昭和29年3月31日 竹田市              | 竹田市                                 | 竹田市                                 | 平成17年4月1日 竹田市        | 竹田市 |
| 薊菜村             | 渡瀬村             | 渡瀬村             | 松本村                     | 松本村                      | 松本村                         | 昭和29年3月31日 竹田市              | 竹田市                                 | 竹田市                                 | 平成17年4月1日 竹田市        | 竹田市 |
| 山中村（松本郷）   | 渡瀬村             | 渡瀬村             | 松本村                     | 松本村                      | 松本村                         | 昭和29年3月31日 竹田市              | 竹田市                                 | 竹田市                                 | 平成17年4月1日 竹田市        | 竹田市 |
| 山口村             | 渡瀬村             | 渡瀬村             | 松本村                     | 松本村                      | 松本村                         | 昭和29年3月31日 竹田市              | 竹田市                                 | 竹田市                                 | 平成17年4月1日 竹田市        | 竹田市 |
| 岩瀬村             | 岩瀬村             | 岩瀬村             | 松本村                     | 松本村                      | 松本村                         | 昭和29年3月31日 竹田市              | 竹田市                                 | 竹田市                                 | 平成17年4月1日 竹田市        | 竹田市 |
| 向山田村           | 向山田村           | 向山田村           | 松本村                     | 松本村                      | 松本村                         | 昭和29年3月31日 竹田市              | 竹田市                                 | 竹田市                                 | 平成17年4月1日 竹田市        | 竹田市 |
| 漆迫村             | 向山田村           | 向山田村           | 松本村                     | 松本村                      | 松本村                         | 昭和29年3月31日 竹田市              | 竹田市                                 | 竹田市                                 | 平成17年4月1日 竹田市        | 竹田市 |
| 篠尾村             | 門田村             | 門田村             | 入田村                     | 入田村                      | 入田村                         | 昭和29年3月31日 竹田市              | 竹田市                                 | 竹田市                                 | 平成17年4月1日 竹田市        | 竹田市 |
| 山田村（倉木郷）   | 門田村             | 門田村             | 入田村                     | 入田村                      | 入田村                         | 昭和29年3月31日 竹田市              | 竹田市                                 | 竹田市                                 | 平成17年4月1日 竹田市        | 竹田市 |
| 長小野村           | 門田村             | 門田村             | 入田村                     | 入田村                      | 入田村                         | 昭和29年3月31日 竹田市              | 竹田市                                 | 竹田市                                 | 平成17年4月1日 竹田市        | 竹田市 |
| 平原村（倉木郷）   | 門田村             | 門田村             | 入田村                     | 入田村                      | 入田村                         | 昭和29年3月31日 竹田市              | 竹田市                                 | 竹田市                                 | 平成17年4月1日 竹田市        | 竹田市 |
| 大津留村           | 門田村             | 門田村             | 入田村                     | 入田村                      | 入田村                         | 昭和29年3月31日 竹田市              | 竹田市                                 | 竹田市                                 | 平成17年4月1日 竹田市        | 竹田市 |
| 河宇田村           | 入田村             | 入田村             | 入田村                     | 入田村                      | 入田村                         | 昭和29年3月31日 竹田市              | 竹田市                                 | 竹田市                                 | 平成17年4月1日 竹田市        | 竹田市 |
| 大仲寺村           | 入田村             | 入田村             | 入田村                     | 入田村                      | 入田村                         | 昭和29年3月31日 竹田市              | 竹田市                                 | 竹田市                                 | 平成17年4月1日 竹田市        | 竹田市 |
| 矢原村             | 入田村             | 入田村             | 入田村                     | 入田村                      | 入田村                         | 昭和29年3月31日 竹田市              | 竹田市                                 | 竹田市                                 | 平成17年4月1日 竹田市        | 竹田市 |
| 小高野村           | 入田村             | 入田村             | 入田村                     | 入田村                      | 入田村                         | 昭和29年3月31日 竹田市              | 竹田市                                 | 竹田市                                 | 平成17年4月1日 竹田市        | 竹田市 |
| 牧村               | 太田村             | 太田村             | 入田村                     | 入田村                      | 入田村                         | 昭和29年3月31日 竹田市              | 竹田市                                 | 竹田市                                 | 平成17年4月1日 竹田市        | 竹田市 |
| 長田村             | 太田村             | 太田村             | 入田村                     | 入田村                      | 入田村                         | 昭和29年3月31日 竹田市              | 竹田市                                 | 竹田市                                 | 平成17年4月1日 竹田市        | 竹田市 |
| 政所村（長田郷）   | 太田村             | 太田村             | 入田村                     | 入田村                      | 入田村                         | 昭和29年3月31日 竹田市              | 竹田市                                 | 竹田市                                 | 平成17年4月1日 竹田市        | 竹田市 |
| 江内戸村           | 太田村             | 太田村             | 入田村                     | 入田村                      | 入田村                         | 昭和29年3月31日 竹田市              | 竹田市                                 | 竹田市                                 | 平成17年4月1日 竹田市        | 竹田市 |
| 田井村             | 田井村             | 田井村             | 嫗岳村                     | 嫗岳村                      | 嫗岳村                         | 昭和29年3月31日 竹田市              | 竹田市                                 | 竹田市                                 | 平成17年4月1日 竹田市        | 竹田市 |
| 倉木村             | 倉木村             | 倉木村             | 嫗岳村                     | 嫗岳村                      | 嫗岳村                         | 昭和29年3月31日 竹田市              | 竹田市                                 | 竹田市                                 | 平成17年4月1日 竹田市        | 竹田市 |
| 神原村             | 神原村             | 神原村             | 嫗岳村                     | 嫗岳村                      | 嫗岳村                         | 昭和29年3月31日 竹田市              | 竹田市                                 | 竹田市                                 | 平成17年4月1日 竹田市        | 竹田市 |
| 振顔野村           | 神原村             | 神原村             | 嫗岳村                     | 嫗岳村                      | 嫗岳村                         | 昭和29年3月31日 竹田市              | 竹田市                                 | 竹田市                                 | 平成17年4月1日 竹田市        | 竹田市 |
| 波来合村           | 神原村             | 神原村             | 嫗岳村                     | 嫗岳村                      | 嫗岳村                         | 昭和29年3月31日 竹田市              | 竹田市                                 | 竹田市                                 | 平成17年4月1日 竹田市        | 竹田市 |
| 井手上村           | 神原村             | 神原村             | 嫗岳村                     | 嫗岳村                      | 嫗岳村                         | 昭和29年3月31日 竹田市              | 竹田市                                 | 竹田市                                 | 平成17年4月1日 竹田市        | 竹田市 |
| 中角村             | 中角村             | 中角村             | 嫗岳村                     | 嫗岳村                      | 嫗岳村                         | 昭和29年3月31日 竹田市              | 竹田市                                 | 竹田市                                 | 平成17年4月1日 竹田市        | 竹田市 |
| 舞渡村             | 中角村             | 中角村             | 嫗岳村                     | 嫗岳村                      | 嫗岳村                         | 昭和29年3月31日 竹田市              | 竹田市                                 | 竹田市                                 | 平成17年4月1日 竹田市        | 竹田市 |
| 名子園村           | 中角村             | 中角村             | 嫗岳村                     | 嫗岳村                      | 嫗岳村                         | 昭和29年3月31日 竹田市              | 竹田市                                 | 竹田市                                 | 平成17年4月1日 竹田市        | 竹田市 |
| 辻原村             | 中角村             | 中角村             | 嫗岳村                     | 嫗岳村                      | 嫗岳村                         | 昭和29年3月31日 竹田市              | 竹田市                                 | 竹田市                                 | 平成17年4月1日 竹田市        | 竹田市 |
| 次倉村             | 次倉村             | 次倉村             | 宮砥村                     | 宮砥村                      | 宮砥村                         | 昭和29年3月31日 竹田市              | 竹田市                                 | 竹田市                                 | 平成17年4月1日 竹田市        | 竹田市 |
| 高山村             | 次倉村             | 次倉村             | 宮砥村                     | 宮砥村                      | 宮砥村                         | 昭和29年3月31日 竹田市              | 竹田市                                 | 竹田市                                 | 平成17年4月1日 竹田市        | 竹田市 |
| 国重村             | 次倉村             | 次倉村             | 宮砥村                     | 宮砥村                      | 宮砥村                         | 昭和29年3月31日 竹田市              | 竹田市                                 | 竹田市                                 | 平成17年4月1日 竹田市        | 竹田市 |
| 宮戸村             | 次倉村             | 次倉村             | 宮砥村                     | 宮砥村                      | 宮砥村                         | 昭和29年3月31日 竹田市              | 竹田市                                 | 竹田市                                 | 平成17年4月1日 竹田市        | 竹田市 |
| 上瀬口村           | 次倉村             | 次倉村             | 宮砥村                     | 宮砥村                      | 宮砥村                         | 昭和29年3月31日 竹田市              | 竹田市                                 | 竹田市                                 | 平成17年4月1日 竹田市        | 竹田市 |
| 長迫村（次倉郷）   | 次倉村             | 次倉村             | 宮砥村                     | 宮砥村                      | 宮砥村                         | 昭和29年3月31日 竹田市              | 竹田市                                 | 竹田市                                 | 平成17年4月1日 竹田市        | 竹田市 |
| 下戸村             | 次倉村             | 次倉村             | 宮砥村                     | 宮砥村                      | 宮砥村                         | 昭和29年3月31日 竹田市              | 竹田市                                 | 竹田市                                 | 平成17年4月1日 竹田市        | 竹田市 |
| 安養寺村           | 九重野村           | 九重野村           | 宮砥村                     | 宮砥村                      | 宮砥村                         | 昭和29年3月31日 竹田市              | 竹田市                                 | 竹田市                                 | 平成17年4月1日 竹田市        | 竹田市 |
| 鹿風紺屋村         | 九重野村           | 九重野村           | 宮砥村                     | 宮砥村                      | 宮砥村                         | 昭和29年3月31日 竹田市              | 竹田市                                 | 竹田市                                 | 平成17年4月1日 竹田市        | 竹田市 |
| 高源寺村           | 九重野村           | 九重野村           | 宮砥村                     | 宮砥村                      | 宮砥村                         | 昭和29年3月31日 竹田市              | 竹田市                                 | 竹田市                                 | 平成17年4月1日 竹田市        | 竹田市 |
| 尾村               | 九重野村           | 九重野村           | 宮砥村                     | 宮砥村                      | 宮砥村                         | 昭和29年3月31日 竹田市              | 竹田市                                 | 竹田市                                 | 平成17年4月1日 竹田市        | 竹田市 |
| 久小野村           | 九重野村           | 九重野村           | 宮砥村                     | 宮砥村                      | 宮砥村                         | 昭和29年3月31日 竹田市              | 竹田市                                 | 竹田市                                 | 平成17年4月1日 竹田市        | 竹田市 |
| 田原村（九重野郷） | 九重野村           | 九重野村           | 宮砥村                     | 宮砥村                      | 宮砥村                         | 昭和29年3月31日 竹田市              | 竹田市                                 | 竹田市                                 | 平成17年4月1日 竹田市        | 竹田市 |
| 代滝部村           | 九重野村           | 九重野村           | 宮砥村                     | 宮砥村                      | 宮砥村                         | 昭和29年3月31日 竹田市              | 竹田市                                 | 竹田市                                 | 平成17年4月1日 竹田市        | 竹田市 |
| 二俣村             | 九重野村           | 九重野村           | 宮砥村                     | 宮砥村                      | 宮砥村                         | 昭和29年3月31日 竹田市              | 竹田市                                 | 竹田市                                 | 平成17年4月1日 竹田市        | 竹田市 |
| 百木村             | 九重野村           | 九重野村           | 宮砥村                     | 宮砥村                      | 宮砥村                         | 昭和29年3月31日 竹田市              | 竹田市                                 | 竹田市                                 | 平成17年4月1日 竹田市        | 竹田市 |
| 小川村             | 九重野村           | 九重野村           | 宮砥村                     | 宮砥村                      | 宮砥村                         | 昭和29年3月31日 竹田市              | 竹田市                                 | 竹田市                                 | 平成17年4月1日 竹田市        | 竹田市 |
| 今村               | 今村               | 今村               | 菅生村                     | 菅生村                      | 菅生村                         | 昭和29年3月31日 竹田市              | 竹田市                                 | 竹田市                                 | 平成17年4月1日 竹田市        | 竹田市 |
| 楠野村             | 今村               | 今村               | 菅生村                     | 菅生村                      | 菅生村                         | 昭和29年3月31日 竹田市              | 竹田市                                 | 竹田市                                 | 平成17年4月1日 竹田市        | 竹田市 |
| 宮園村             | 今村               | 今村               | 菅生村                     | 菅生村                      | 菅生村                         | 昭和29年3月31日 竹田市              | 竹田市                                 | 竹田市                                 | 平成17年4月1日 竹田市        | 竹田市 |
| 石井村             | 今村               | 今村               | 菅生村                     | 菅生村                      | 菅生村                         | 昭和29年3月31日 竹田市              | 竹田市                                 | 竹田市                                 | 平成17年4月1日 竹田市        | 竹田市 |
| 菅生村             | 菅生村             | 菅生村             | 菅生村                     | 菅生村                      | 菅生村                         | 昭和29年3月31日 竹田市              | 竹田市                                 | 竹田市                                 | 平成17年4月1日 竹田市        | 竹田市 |
| 塚原村             | 菅生村             | 菅生村             | 菅生村                     | 菅生村                      | 菅生村                         | 昭和29年3月31日 竹田市              | 竹田市                                 | 竹田市                                 | 平成17年4月1日 竹田市        | 竹田市 |
| 上菅生村           | 菅生村             | 菅生村             | 菅生村                     | 菅生村                      | 菅生村                         | 昭和29年3月31日 竹田市              | 竹田市                                 | 竹田市                                 | 平成17年4月1日 竹田市        | 竹田市 |
| 甘橡村             | 菅生村             | 菅生村             | 菅生村                     | 菅生村                      | 菅生村                         | 昭和29年3月31日 竹田市              | 竹田市                                 | 竹田市                                 | 平成17年4月1日 竹田市        | 竹田市 |
| 戸上村             | 戸上村             | 戸上村             | 菅生村                     | 菅生村                      | 菅生村                         | 昭和29年3月31日 竹田市              | 竹田市                                 | 竹田市                                 | 平成17年4月1日 竹田市        | 竹田市 |
| 小塚村             | 小塚村             | 小塚村             | 菅生村                     | 菅生村                      | 菅生村                         | 昭和29年3月31日 竹田市              | 竹田市                                 | 竹田市                                 | 平成17年4月1日 竹田市        | 竹田市 |
| 原山村             | 小塚村             | 小塚村             | 菅生村                     | 菅生村                      | 菅生村                         | 昭和29年3月31日 竹田市              | 竹田市                                 | 竹田市                                 | 平成17年4月1日 竹田市        | 竹田市 |
| 田代村             | 小塚村             | 小塚村             | 菅生村                     | 菅生村                      | 菅生村                         | 昭和29年3月31日 竹田市              | 竹田市                                 | 竹田市                                 | 平成17年4月1日 竹田市        | 竹田市 |
| 池部村             | 小塚村             | 小塚村             | 菅生村                     | 菅生村                      | 菅生村                         | 昭和29年3月31日 竹田市              | 竹田市                                 | 竹田市                                 | 平成17年4月1日 竹田市        | 竹田市 |
| 炭竈村             | 炭竈村             | 炭竈村             | 宮城村                     | 宮城村                      | 宮城村                         | 昭和29年3月31日 竹田市              | 竹田市                                 | 竹田市                                 | 平成17年4月1日 竹田市        | 竹田市 |
| 上坂田村           | 上坂田村           | 上坂田村           | 宮城村                     | 宮城村                      | 宮城村                         | 昭和29年3月31日 竹田市              | 竹田市                                 | 竹田市                                 | 平成17年4月1日 竹田市        | 竹田市 |
| 入作村             | 上坂田村           | 上坂田村           | 宮城村                     | 宮城村                      | 宮城村                         | 昭和29年3月31日 竹田市              | 竹田市                                 | 竹田市                                 | 平成17年4月1日 竹田市        | 竹田市 |
| 上畑村             | 上畑村             | 上畑村             | 宮城村                     | 宮城村                      | 宮城村                         | 昭和29年3月31日 竹田市              | 竹田市                                 | 竹田市                                 | 平成17年4月1日 竹田市        | 竹田市 |
| 桑迫村             | 上畑村             | 上畑村             | 宮城村                     | 宮城村                      | 宮城村                         | 昭和29年3月31日 竹田市              | 竹田市                                 | 竹田市                                 | 平成17年4月1日 竹田市        | 竹田市 |
| 狩小野村           | 刈小野村           | 刈小野村           | 宮城村                     | 宮城村                      | 宮城村                         | 昭和29年3月31日 竹田市              | 竹田市                                 | 竹田市                                 | 平成17年4月1日 竹田市        | 竹田市 |
| 阿鹿野村           | 刈小野村           | 刈小野村           | 宮城村                     | 宮城村                      | 宮城村                         | 昭和29年3月31日 竹田市              | 竹田市                                 | 竹田市                                 | 平成17年4月1日 竹田市        | 竹田市 |
| 古園村             | 古園村             | 古園村             | 宮城村                     | 宮城村                      | 宮城村                         | 昭和29年3月31日 竹田市              | 竹田市                                 | 竹田市                                 | 平成17年4月1日 竹田市        | 竹田市 |
| 志土知村           | 志土知村           | 志土知村           | 宮城村                     | 宮城村                      | 宮城村                         | 昭和29年3月31日 竹田市              | 竹田市                                 | 竹田市                                 | 平成17年4月1日 竹田市        | 竹田市 |
| 大口村             | 志土知村           | 志土知村           | 宮城村                     | 宮城村                      | 宮城村                         | 昭和29年3月31日 竹田市              | 竹田市                                 | 竹田市                                 | 平成17年4月1日 竹田市        | 竹田市 |
| 川床村             | 川床村             | 川床村             | 宮城村                     | 宮城村                      | 宮城村                         | 昭和29年3月31日 竹田市              | 竹田市                                 | 竹田市                                 | 平成17年4月1日 竹田市        | 竹田市 |
| 紙漉村（家中郷）   | 川床村             | 川床村             | 宮城村                     | 宮城村                      | 宮城村                         | 昭和29年3月31日 竹田市              | 竹田市                                 | 竹田市                                 | 平成17年4月1日 竹田市        | 竹田市 |
| 山田村（矢倉郷）   | 川床村             | 川床村             | 宮城村                     | 宮城村                      | 宮城村                         | 昭和29年3月31日 竹田市              | 竹田市                                 | 竹田市                                 | 平成17年4月1日 竹田市        | 竹田市 |
| 市用村             | 市用村             | 市用村             | 宮城村                     | 宮城村                      | 宮城村                         | 昭和29年3月31日 竹田市              | 竹田市                                 | 竹田市                                 | 平成17年4月1日 竹田市        | 竹田市 |
| 大畑村             | 市用村             | 市用村             | 宮城村                     | 宮城村                      | 宮城村                         | 昭和29年3月31日 竹田市              | 竹田市                                 | 竹田市                                 | 平成17年4月1日 竹田市        | 竹田市 |
| 久保村（家中郷）   | 久保村             | 久保村             | 宮城村                     | 宮城村                      | 宮城村                         | 昭和29年3月31日 竹田市              | 竹田市                                 | 竹田市                                 | 平成17年4月1日 竹田市        | 竹田市 |
| 仲村（家中郷）     | 久保村             | 久保村             | 宮城村                     | 宮城村                      | 宮城村                         | 昭和29年3月31日 竹田市              | 竹田市                                 | 竹田市                                 | 平成17年4月1日 竹田市        | 竹田市 |
| 西園村             | 久保村             | 久保村             | 宮城村                     | 宮城村                      | 宮城村                         | 昭和29年3月31日 竹田市              | 竹田市                                 | 竹田市                                 | 平成17年4月1日 竹田市        | 竹田市 |
| 下志土知村         | 下志土知村         | 下志土知村         | 宮城村                     | 宮城村                      | 宮城村                         | 昭和29年3月31日 竹田市              | 竹田市                                 | 竹田市                                 | 平成17年4月1日 竹田市        | 竹田市 |
| 栗川村             | 下志土知村         | 下志土知村         | 宮城村                     | 宮城村                      | 宮城村                         | 昭和29年3月31日 竹田市              | 竹田市                                 | 竹田市                                 | 平成17年4月1日 竹田市        | 竹田市 |
| 米納村             | 米納村             | 米納村             | 城原村                     | 城原村                      | 城原村                         | 昭和29年3月31日 竹田市              | 竹田市                                 | 竹田市                                 | 平成17年4月1日 竹田市        | 竹田市 |
| 紙漉村（長田郷）   | 米納村             | 米納村             | 城原村                     | 城原村                      | 城原村                         | 昭和29年3月31日 竹田市              | 竹田市                                 | 竹田市                                 | 平成17年4月1日 竹田市        | 竹田市 |
| 長迫村（長田郷）   | 米納村             | 米納村             | 城原村                     | 城原村                      | 城原村                         | 昭和29年3月31日 竹田市              | 竹田市                                 | 竹田市                                 | 平成17年4月1日 竹田市        | 竹田市 |
| 雉ヶ平村           | 米納村             | 米納村             | 城原村                     | 城原村                      | 城原村                         | 昭和29年3月31日 竹田市              | 竹田市                                 | 竹田市                                 | 平成17年4月1日 竹田市        | 竹田市 |
| 高伏村             | 高伏村             | 高伏村             | 城原村                     | 城原村                      | 城原村                         | 昭和29年3月31日 竹田市              | 竹田市                                 | 竹田市                                 | 平成17年4月1日 竹田市        | 竹田市 |
| 森屋村             | 高伏村             | 高伏村             | 城原村                     | 城原村                      | 城原村                         | 昭和29年3月31日 竹田市              | 竹田市                                 | 竹田市                                 | 平成17年4月1日 竹田市        | 竹田市 |
| 木原村             | 城原村             | 城原村             | 城原村                     | 城原村                      | 城原村                         | 昭和29年3月31日 竹田市              | 竹田市                                 | 竹田市                                 | 平成17年4月1日 竹田市        | 竹田市 |
| 和泉村             | 城原村             | 城原村             | 城原村                     | 城原村                      | 城原村                         | 昭和29年3月31日 竹田市              | 竹田市                                 | 竹田市                                 | 平成17年4月1日 竹田市        | 竹田市 |
| 法泉庵村           | 城原村             | 城原村             | 城原村                     | 城原村                      | 城原村                         | 昭和29年3月31日 竹田市              | 竹田市                                 | 竹田市                                 | 平成17年4月1日 竹田市        | 竹田市 |
| 轟木村             | 城原村             | 城原村             | 城原村                     | 城原村                      | 城原村                         | 昭和29年3月31日 竹田市              | 竹田市                                 | 竹田市                                 | 平成17年4月1日 竹田市        | 竹田市 |
| 鍛冶屋村           | 城原村             | 城原村             | 城原村                     | 城原村                      | 城原村                         | 昭和29年3月31日 竹田市              | 竹田市                                 | 竹田市                                 | 平成17年4月1日 竹田市        | 竹田市 |
| 下坂田村           | 下坂田村           | 下坂田村           | 城原村                     | 城原村                      | 城原村                         | 昭和29年3月31日 竹田市              | 竹田市                                 | 竹田市                                 | 平成17年4月1日 竹田市        | 竹田市 |
| 深迫村             | 下坂田村           | 下坂田村           | 城原村                     | 城原村                      | 城原村                         | 昭和29年3月31日 竹田市              | 竹田市                                 | 竹田市                                 | 平成17年4月1日 竹田市        | 竹田市 |
| 松尾村             | 下坂田村           | 下坂田村           | 城原村                     | 城原村                      | 城原村                         | 昭和29年3月31日 竹田市              | 竹田市                                 | 竹田市                                 | 平成17年4月1日 竹田市        | 竹田市 |
| 小川村             | 小川村             | 小川村             | 城原村                     | 城原村                      | 城原村                         | 昭和29年3月31日 竹田市              | 竹田市                                 | 竹田市                                 | 平成17年4月1日 竹田市        | 竹田市 |
| 北尾鶴村           | 小川村             | 小川村             | 城原村                     | 城原村                      | 城原村                         | 昭和29年3月31日 竹田市              | 竹田市                                 | 竹田市                                 | 平成17年4月1日 竹田市        | 竹田市 |
| 熊地村             | 小川村             | 小川村             | 城原村                     | 城原村                      | 城原村                         | 昭和29年3月31日 竹田市              | 竹田市                                 | 竹田市                                 | 平成17年4月1日 竹田市        | 竹田市 |
| 長田尾村           | 小川村             | 小川村             | 城原村                     | 城原村                      | 城原村                         | 昭和29年3月31日 竹田市              | 竹田市                                 | 竹田市                                 | 平成17年4月1日 竹田市        | 竹田市 |
| 福原村             | 福原村             | 福原村             | 城原村                     | 城原村                      | 城原村                         | 昭和29年3月31日 竹田市              | 竹田市                                 | 竹田市                                 | 平成17年4月1日 竹田市        | 竹田市 |
| 鉢山村             | 福原村             | 福原村             | 城原村                     | 城原村                      | 城原村                         | 昭和29年3月31日 竹田市              | 竹田市                                 | 竹田市                                 | 平成17年4月1日 竹田市        | 竹田市 |
| 神田村             | 福原村             | 福原村             | 城原村                     | 城原村                      | 城原村                         | 昭和29年3月31日 竹田市              | 竹田市                                 | 竹田市                                 | 平成17年4月1日 竹田市        | 竹田市 |
| 宇土村             | 福原村             | 福原村             | 城原村                     | 城原村                      | 城原村                         | 昭和29年3月31日 竹田市              | 竹田市                                 | 竹田市                                 | 平成17年4月1日 竹田市        | 竹田市 |
| 藤渡村             | 藤渡村             | 藤渡村             | 荻村                       | 荻村                        | 荻村                           | 荻村                                | 昭和30年4月1日 荻町                    | 昭和30年4月1日 荻町                    | 平成17年4月1日 竹田市        | 竹田市 |
| 火渡村             | 藤渡村             | 藤渡村             | 荻村                       | 荻村                        | 荻村                           | 荻村                                | 昭和30年4月1日 荻町                    | 昭和30年4月1日 荻町                    | 平成17年4月1日 竹田市        | 竹田市 |
| 小畠村             | 藤渡村             | 藤渡村             | 荻村                       | 荻村                        | 荻村                           | 荻村                                | 昭和30年4月1日 荻町                    | 昭和30年4月1日 荻町                    | 平成17年4月1日 竹田市        | 竹田市 |
| 新藤村（葎原郷）   | 新藤村             | 新藤村             | 荻村                       | 荻村                        | 荻村                           | 荻村                                | 昭和30年4月1日 荻町                    | 昭和30年4月1日 荻町                    | 平成17年4月1日 竹田市        | 竹田市 |
| 宮園村             | 新藤村             | 新藤村             | 荻村                       | 荻村                        | 荻村                           | 荻村                                | 昭和30年4月1日 荻町                    | 昭和30年4月1日 荻町                    | 平成17年4月1日 竹田市        | 竹田市 |
| 蒔迫村             | 新藤村             | 新藤村             | 荻村                       | 荻村                        | 荻村                           | 荻村                                | 昭和30年4月1日 荻町                    | 昭和30年4月1日 荻町                    | 平成17年4月1日 竹田市        | 竹田市 |
| 馬場村（葎原郷）   | 馬場村             | 馬場村             | 荻村                       | 荻村                        | 荻村                           | 荻村                                | 昭和30年4月1日 荻町                    | 昭和30年4月1日 荻町                    | 平成17年4月1日 竹田市        | 竹田市 |
| 谷尻村             | 馬場村             | 馬場村             | 荻村                       | 荻村                        | 荻村                           | 荻村                                | 昭和30年4月1日 荻町                    | 昭和30年4月1日 荻町                    | 平成17年4月1日 竹田市        | 竹田市 |
| 桑木村             | 桑木村             | 桑木村             | 荻村                       | 荻村                        | 荻村                           | 荻村                                | 昭和30年4月1日 荻町                    | 昭和30年4月1日 荻町                    | 平成17年4月1日 竹田市        | 竹田市 |
| 山崎村             | 桑木村             | 桑木村             | 荻村                       | 荻村                        | 荻村                           | 荻村                                | 昭和30年4月1日 荻町                    | 昭和30年4月1日 荻町                    | 平成17年4月1日 竹田市        | 竹田市 |
| 木下村             | 木下村             | 木下村             | 荻村                       | 荻村                        | 荻村                           | 荻村                                | 昭和30年4月1日 荻町                    | 昭和30年4月1日 荻町                    | 平成17年4月1日 竹田市        | 竹田市 |
| 平原村（葎原郷）   | 木下村             | 木下村             | 荻村                       | 荻村                        | 荻村                           | 荻村                                | 昭和30年4月1日 荻町                    | 昭和30年4月1日 荻町                    | 平成17年4月1日 竹田市        | 竹田市 |
| 滝水村             | 木下村             | 木下村             | 荻村                       | 荻村                        | 荻村                           | 荻村                                | 昭和30年4月1日 荻町                    | 昭和30年4月1日 荻町                    | 平成17年4月1日 竹田市        | 竹田市 |
| 切渡村             | 木下村             | 木下村             | 荻村                       | 荻村                        | 荻村                           | 荻村                                | 昭和30年4月1日 荻町                    | 昭和30年4月1日 荻町                    | 平成17年4月1日 竹田市        | 竹田市 |
| 政所村（葎原郷）   | 政所村             | 政所村             | 荻村                       | 荻村                        | 荻村                           | 荻村                                | 昭和30年4月1日 荻町                    | 昭和30年4月1日 荻町                    | 平成17年4月1日 竹田市        | 竹田市 |
| 杉園村             | 政所村             | 政所村             | 荻村                       | 荻村                        | 荻村                           | 荻村                                | 昭和30年4月1日 荻町                    | 昭和30年4月1日 荻町                    | 平成17年4月1日 竹田市        | 竹田市 |
| 馬渡村             | 政所村             | 政所村             | 荻村                       | 荻村                        | 荻村                           | 荻村                                | 昭和30年4月1日 荻町                    | 昭和30年4月1日 荻町                    | 平成17年4月1日 竹田市        | 竹田市 |
| 恵良村（恵良原組） | 恵良原村           | 明治20年 恵良原村  | 荻村                       | 荻村                        | 荻村                           | 荻村                                | 昭和30年4月1日 荻町                    | 昭和30年4月1日 荻町                    | 平成17年4月1日 竹田市        | 竹田市 |
| 原村（恵良原組）   | 恵良原村           | 明治20年 恵良原村  | 荻村                       | 荻村                        | 荻村                           | 荻村                                | 昭和30年4月1日 荻町                    | 昭和30年4月1日 荻町                    | 平成17年4月1日 竹田市        | 竹田市 |
| 高城村             | 高城村             | 明治20年 恵良原村  | 荻村                       | 荻村                        | 荻村                           | 荻村                                | 昭和30年4月1日 荻町                    | 昭和30年4月1日 荻町                    | 平成17年4月1日 竹田市        | 竹田市 |
| 上行年村           | 高城村             | 明治20年 恵良原村  | 荻村                       | 荻村                        | 荻村                           | 荻村                                | 昭和30年4月1日 荻町                    | 昭和30年4月1日 荻町                    | 平成17年4月1日 竹田市        | 竹田市 |
| 下行年村           | 高城村             | 明治20年 恵良原村  | 荻村                       | 荻村                        | 荻村                           | 荻村                                | 昭和30年4月1日 荻町                    | 昭和30年4月1日 荻町                    | 平成17年4月1日 竹田市        | 竹田市 |
| 馬脊野村           | 馬脊野村           | 馬脊野村           | 荻村                       | 荻村                        | 荻村                           | 荻村                                | 昭和30年4月1日 荻町                    | 昭和30年4月1日 荻町                    | 平成17年4月1日 竹田市        | 竹田市 |
| 井戸村             | 馬脊野村           | 馬脊野村           | 荻村                       | 荻村                        | 荻村                           | 荻村                                | 昭和30年4月1日 荻町                    | 昭和30年4月1日 荻町                    | 平成17年4月1日 竹田市        | 竹田市 |
| 下津江村           | 馬脊野村           | 馬脊野村           | 荻村                       | 荻村                        | 荻村                           | 荻村                                | 昭和30年4月1日 荻町                    | 昭和30年4月1日 荻町                    | 平成17年4月1日 竹田市        | 竹田市 |
| 南河内村           | 南河内村           | 南河内村           | 荻村                       | 荻村                        | 荻村                           | 荻村                                | 昭和30年4月1日 荻町                    | 昭和30年4月1日 荻町                    | 平成17年4月1日 竹田市        | 竹田市 |
| 瀬目村             | 南河内村           | 南河内村           | 荻村                       | 荻村                        | 荻村                           | 荻村                                | 昭和30年4月1日 荻町                    | 昭和30年4月1日 荻町                    | 平成17年4月1日 竹田市        | 竹田市 |
| 野鹿村             | 南河内村           | 南河内村           | 荻村                       | 荻村                        | 荻村                           | 荻村                                | 昭和30年4月1日 荻町                    | 昭和30年4月1日 荻町                    | 平成17年4月1日 竹田市        | 竹田市 |
| 仁田川村           | 南河内村           | 南河内村           | 荻村                       | 荻村                        | 荻村                           | 荻村                                | 昭和30年4月1日 荻町                    | 昭和30年4月1日 荻町                    | 平成17年4月1日 竹田市        | 竹田市 |
| 柏原村             | 柏原村             | 柏原村             | 柏原村                     | 柏原村                      | 柏原村                         | 柏原村                              | 昭和30年4月1日 荻町                    | 昭和30年4月1日 荻町                    | 平成17年4月1日 竹田市        | 竹田市 |
| 鴫田村             | 柏原村             | 柏原村             | 柏原村                     | 柏原村                      | 柏原村                         | 柏原村                              | 昭和30年4月1日 荻町                    | 昭和30年4月1日 荻町                    | 平成17年4月1日 竹田市        | 竹田市 |
| 舞次村             | 柏原村             | 柏原村             | 柏原村                     | 柏原村                      | 柏原村                         | 柏原村                              | 昭和30年4月1日 荻町                    | 昭和30年4月1日 荻町                    | 平成17年4月1日 竹田市        | 竹田市 |
| 吉野村             | 柏原村             | 柏原村             | 柏原村                     | 柏原村                      | 柏原村                         | 柏原村                              | 昭和30年4月1日 荻町                    | 昭和30年4月1日 荻町                    | 平成17年4月1日 竹田市        | 竹田市 |
| 西福寺村           | 柏原村             | 柏原村             | 柏原村                     | 柏原村                      | 柏原村                         | 柏原村                              | 昭和30年4月1日 荻町                    | 昭和30年4月1日 荻町                    | 平成17年4月1日 竹田市        | 竹田市 |
| 中畑村             | 柏原村             | 柏原村             | 柏原村                     | 柏原村                      | 柏原村                         | 柏原村                              | 昭和30年4月1日 荻町                    | 昭和30年4月1日 荻町                    | 平成17年4月1日 竹田市        | 竹田市 |
| 田代村             | 柏原村             | 柏原村             | 柏原村                     | 柏原村                      | 柏原村                         | 柏原村                              | 昭和30年4月1日 荻町                    | 昭和30年4月1日 荻町                    | 平成17年4月1日 竹田市        | 竹田市 |
| 宮平村             | 柏原村             | 柏原村             | 柏原村                     | 柏原村                      | 柏原村                         | 柏原村                              | 昭和30年4月1日 荻町                    | 昭和30年4月1日 荻町                    | 平成17年4月1日 竹田市        | 竹田市 |
| 入佐村             | 柏原村             | 柏原村             | 柏原村                     | 柏原村                      | 柏原村                         | 柏原村                              | 昭和30年4月1日 荻町                    | 昭和30年4月1日 荻町                    | 平成17年4月1日 竹田市        | 竹田市 |
| 瓜作村             | 柏原村             | 柏原村             | 柏原村                     | 柏原村                      | 柏原村                         | 柏原村                              | 昭和30年4月1日 荻町                    | 昭和30年4月1日 荻町                    | 平成17年4月1日 竹田市        | 竹田市 |
| 池原村             | 柏原村             | 柏原村             | 柏原村                     | 柏原村                      | 柏原村                         | 柏原村                              | 昭和30年4月1日 荻町                    | 昭和30年4月1日 荻町                    | 平成17年4月1日 竹田市        | 竹田市 |
| 高練木村           | 柏原村             | 柏原村             | 柏原村                     | 柏原村                      | 柏原村                         | 柏原村                              | 昭和30年4月1日 荻町                    | 昭和30年4月1日 荻町                    | 平成17年4月1日 竹田市        | 竹田市 |
| 市依野村           | 柏原村             | 柏原村             | 柏原村                     | 柏原村                      | 柏原村                         | 柏原村                              | 昭和30年4月1日 荻町                    | 昭和30年4月1日 荻町                    | 平成17年4月1日 竹田市        | 竹田市 |
| 新藤村（柏原郷）   | 柏原村             | 柏原村             | 柏原村                     | 柏原村                      | 柏原村                         | 柏原村                              | 昭和30年4月1日 荻町                    | 昭和30年4月1日 荻町                    | 平成17年4月1日 竹田市        | 竹田市 |
| 陽目村             | 柏原村             | 柏原村             | 柏原村                     | 柏原村                      | 柏原村                         | 柏原村                              | 昭和30年4月1日 荻町                    | 昭和30年4月1日 荻町                    | 平成17年4月1日 竹田市        | 竹田市 |
| 八屋村             | 柏原村             | 柏原村             | 柏原村                     | 柏原村                      | 柏原村                         | 柏原村                              | 昭和30年4月1日 荻町                    | 昭和30年4月1日 荻町                    | 平成17年4月1日 竹田市        | 竹田市 |
| 叶野村             | 柏原村             | 柏原村             | 柏原村                     | 柏原村                      | 柏原村                         | 柏原村                              | 昭和30年4月1日 荻町                    | 昭和30年4月1日 荻町                    | 平成17年4月1日 竹田市        | 竹田市 |
| 中山村             | 柏原村             | 柏原村             | 柏原村                     | 柏原村                      | 柏原村                         | 柏原村                              | 昭和30年4月1日 荻町                    | 昭和30年4月1日 荻町                    | 平成17年4月1日 竹田市        | 竹田市 |
| 下迫村（柏原郷）   | 柏原村             | 柏原村             | 柏原村                     | 柏原村                      | 柏原村                         | 柏原村                              | 昭和30年4月1日 荻町                    | 昭和30年4月1日 荻町                    | 平成17年4月1日 竹田市        | 竹田市 |
| 久住町             | 久住村             | 久住村             | 久住村                     | 大正9年1月1日 町制 久住町   | 久住町                         | 昭和29年3月31日 久住町              | 昭和30年3月20日 久住都町               | 昭和32年1月15日 改称 久住町            | 平成17年4月1日 竹田市        | 竹田市 |
| 久住村             | 久住村             | 久住村             | 久住村                     | 大正9年1月1日 町制 久住町   | 久住町                         | 昭和29年3月31日 久住町              | 昭和30年3月20日 久住都町               | 昭和32年1月15日 改称 久住町            | 平成17年4月1日 竹田市        | 竹田市 |
| 阿蔵野村           | 久住村             | 久住村             | 久住村                     | 大正9年1月1日 町制 久住町   | 久住町                         | 昭和29年3月31日 久住町              | 昭和30年3月20日 久住都町               | 昭和32年1月15日 改称 久住町            | 平成17年4月1日 竹田市        | 竹田市 |
| 桐迫村             | 久住村             | 久住村             | 久住村                     | 大正9年1月1日 町制 久住町   | 久住町                         | 昭和29年3月31日 久住町              | 昭和30年3月20日 久住都町               | 昭和32年1月15日 改称 久住町            | 平成17年4月1日 竹田市        | 竹田市 |
| 白丹村             | 白丹村             | 白丹村             | 白丹村                     | 白丹村                      | 白丹村                         | 昭和29年3月31日 久住町              | 昭和30年3月20日 久住都町               | 昭和32年1月15日 改称 久住町            | 平成17年4月1日 竹田市        | 竹田市 |
| 宮原村             | 白丹村             | 白丹村             | 白丹村                     | 白丹村                      | 白丹村                         | 昭和29年3月31日 久住町              | 昭和30年3月20日 久住都町               | 昭和32年1月15日 改称 久住町            | 平成17年4月1日 竹田市        | 竹田市 |
| 稲葉村             | 白丹村             | 白丹村             | 白丹村                     | 白丹村                      | 白丹村                         | 昭和29年3月31日 久住町              | 昭和30年3月20日 久住都町               | 昭和32年1月15日 改称 久住町            | 平成17年4月1日 竹田市        | 竹田市 |
| 添ヶ津留村         | 添ヶ津留村         | 添ヶ津留村         | 白丹村                     | 白丹村                      | 白丹村                         | 昭和29年3月31日 久住町              | 昭和30年3月20日 久住都町               | 昭和32年1月15日 改称 久住町            | 平成17年4月1日 竹田市        | 竹田市 |
| 仏原村             | 仏原村             | 仏原村             | 都野村                     | 都野村                      | 都野村                         | 都野村                              | 昭和30年3月20日 久住都町               | 昭和32年1月15日 改称 久住町            | 平成17年4月1日 竹田市        | 竹田市 |
| 須崎村             | 仏原村             | 仏原村             | 都野村                     | 都野村                      | 都野村                         | 都野村                              | 昭和30年3月20日 久住都町               | 昭和32年1月15日 改称 久住町            | 平成17年4月1日 竹田市        | 竹田市 |
| 小竹村             | 仏原村             | 仏原村             | 都野村                     | 都野村                      | 都野村                         | 都野村                              | 昭和30年3月20日 久住都町               | 昭和32年1月15日 改称 久住町            | 平成17年4月1日 竹田市        | 竹田市 |
| 市村               | 仏原村             | 仏原村             | 都野村                     | 都野村                      | 都野村                         | 都野村                              | 昭和30年3月20日 久住都町               | 昭和32年1月15日 改称 久住町            | 平成17年4月1日 竹田市        | 竹田市 |
| 石田村             | 仏原村             | 仏原村             | 都野村                     | 都野村                      | 都野村                         | 都野村                              | 昭和30年3月20日 久住都町               | 昭和32年1月15日 改称 久住町            | 平成17年4月1日 竹田市        | 竹田市 |
| 栢木村（朽網郷）   | 栢木村             | 栢木村             | 都野村                     | 都野村                      | 都野村                         | 都野村                              | 昭和30年3月20日 久住都町               | 昭和32年1月15日 改称 久住町            | 平成17年4月1日 竹田市        | 竹田市 |
| 馬場村（朽網郷）   | 栢木村             | 栢木村             | 都野村                     | 都野村                      | 都野村                         | 都野村                              | 昭和30年3月20日 久住都町               | 昭和32年1月15日 改称 久住町            | 平成17年4月1日 竹田市        | 竹田市 |
| 老野村             | 栢木村             | 栢木村             | 都野村                     | 都野村                      | 都野村                         | 都野村                              | 昭和30年3月20日 久住都町               | 昭和32年1月15日 改称 久住町            | 平成17年4月1日 竹田市        | 竹田市 |
| 峯越村             | 栢木村             | 栢木村             | 都野村                     | 都野村                      | 都野村                         | 都野村                              | 昭和30年3月20日 久住都町               | 昭和32年1月15日 改称 久住町            | 平成17年4月1日 竹田市        | 竹田市 |
| 山路村             | 栢木村             | 栢木村             | 都野村                     | 都野村                      | 都野村                         | 都野村                              | 昭和30年3月20日 久住都町               | 昭和32年1月15日 改称 久住町            | 平成17年4月1日 竹田市        | 竹田市 |
| 塔立村             | 栢木村             | 栢木村             | 都野村                     | 都野村                      | 都野村                         | 都野村                              | 昭和30年3月20日 久住都町               | 昭和32年1月15日 改称 久住町            | 平成17年4月1日 竹田市        | 竹田市 |
| 八山村             | 栢木村             | 栢木村             | 都野村                     | 都野村                      | 都野村                         | 都野村                              | 昭和30年3月20日 久住都町               | 昭和32年1月15日 改称 久住町            | 平成17年4月1日 竹田市        | 竹田市 |
| 柚木村             | 栢木村             | 栢木村             | 都野村                     | 都野村                      | 都野村                         | 都野村                              | 昭和30年3月20日 久住都町               | 昭和32年1月15日 改称 久住町            | 平成17年4月1日 竹田市        | 竹田市 |
| 冷川村             | 栢木村             | 栢木村             | 都野村                     | 都野村                      | 都野村                         | 都野村                              | 昭和30年3月20日 久住都町               | 昭和32年1月15日 改称 久住町            | 平成17年4月1日 竹田市        | 竹田市 |
| 古市村             | 栢木村             | 栢木村             | 都野村                     | 都野村                      | 都野村                         | 都野村                              | 昭和30年3月20日 久住都町               | 昭和32年1月15日 改称 久住町            | 平成17年4月1日 竹田市        | 竹田市 |
| 橋爪村             | 栢木村             | 栢木村             | 都野村                     | 都野村                      | 都野村                         | 都野村                              | 昭和30年3月20日 久住都町               | 昭和32年1月15日 改称 久住町            | 平成17年4月1日 竹田市        | 竹田市 |
| 有氏村             | 有氏村             | 有氏村             | 都野村                     | 都野村                      | 都野村                         | 都野村                              | 昭和30年3月20日 久住都町               | 昭和32年1月15日 改称 久住町            | 平成17年4月1日 竹田市        | 竹田市 |
| 岳麓寺村           | 有氏村             | 有氏村             | 都野村                     | 都野村                      | 都野村                         | 都野村                              | 昭和30年3月20日 久住都町               | 昭和32年1月15日 改称 久住町            | 平成17年4月1日 竹田市        | 竹田市 |
| 塔原村             | 有氏村             | 有氏村             | 都野村                     | 都野村                      | 都野村                         | 都野村                              | 昭和30年3月20日 久住都町               | 昭和32年1月15日 改称 久住町            | 平成17年4月1日 竹田市        | 竹田市 |
| 湯上村             | 有氏村             | 有氏村             | 都野村                     | 都野村                      | 都野村                         | 都野村                              | 昭和30年3月20日 久住都町               | 昭和32年1月15日 改称 久住町            | 平成17年4月1日 竹田市        | 竹田市 |
| 七里田村           | 有氏村             | 有氏村             | 都野村                     | 都野村                      | 都野村                         | 都野村                              | 昭和30年3月20日 久住都町               | 昭和32年1月15日 改称 久住町            | 平成17年4月1日 竹田市        | 竹田市 |
| 小柳村             | 有氏村             | 有氏村             | 都野村                     | 都野村                      | 都野村                         | 都野村                              | 昭和30年3月20日 久住都町               | 昭和32年1月15日 改称 久住町            | 平成17年4月1日 竹田市        | 竹田市 |
| 向原村             | 有氏村             | 有氏村             | 都野村                     | 都野村                      | 都野村                         | 都野村                              | 昭和30年3月20日 久住都町               | 昭和32年1月15日 改称 久住町            | 平成17年4月1日 竹田市        | 竹田市 |
| 石原村             | 有氏村             | 有氏村             | 都野村                     | 都野村                      | 都野村                         | 都野村                              | 昭和30年3月20日 久住都町               | 昭和32年1月15日 改称 久住町            | 平成17年4月1日 竹田市        | 竹田市 |
| 板切村             | 有氏村             | 有氏村             | 都野村                     | 都野村                      | 都野村                         | 都野村                              | 昭和30年3月20日 久住都町               | 昭和32年1月15日 改称 久住町            | 平成17年4月1日 竹田市        | 竹田市 |
| 長野村             | 長湯村             | 長湯村             | 長湯村                     | 長湯村                      | 昭和23年4月1日 町制 長湯町     | 昭和23年4月1日 町制 長湯町          | 昭和30年3月31日 直入町                 | 昭和30年3月31日 直入町                 | 平成17年4月1日 竹田市        | 竹田市 |
| 筒井村             | 長湯村             | 長湯村             | 長湯村                     | 長湯村                      | 昭和23年4月1日 町制 長湯町     | 昭和23年4月1日 町制 長湯町          | 昭和30年3月31日 直入町                 | 昭和30年3月31日 直入町                 | 平成17年4月1日 竹田市        | 竹田市 |
| 上野村             | 長湯村             | 長湯村             | 長湯村                     | 長湯村                      | 昭和23年4月1日 町制 長湯町     | 昭和23年4月1日 町制 長湯町          | 昭和30年3月31日 直入町                 | 昭和30年3月31日 直入町                 | 平成17年4月1日 竹田市        | 竹田市 |
| 日向塚村           | 長湯村             | 長湯村             | 長湯村                     | 長湯村                      | 昭和23年4月1日 町制 長湯町     | 昭和23年4月1日 町制 長湯町          | 昭和30年3月31日 直入町                 | 昭和30年3月31日 直入町                 | 平成17年4月1日 竹田市        | 竹田市 |
| 栃原村             | 長湯村             | 長湯村             | 長湯村                     | 長湯村                      | 昭和23年4月1日 町制 長湯町     | 昭和23年4月1日 町制 長湯町          | 昭和30年3月31日 直入町                 | 昭和30年3月31日 直入町                 | 平成17年4月1日 竹田市        | 竹田市 |
| 桑畑村             | 長湯村             | 長湯村             | 長湯村                     | 長湯村                      | 昭和23年4月1日 町制 長湯町     | 昭和23年4月1日 町制 長湯町          | 昭和30年3月31日 直入町                 | 昭和30年3月31日 直入町                 | 平成17年4月1日 竹田市        | 竹田市 |
| 新田村             | 長湯村             | 長湯村             | 長湯村                     | 長湯村                      | 昭和23年4月1日 町制 長湯町     | 昭和23年4月1日 町制 長湯町          | 昭和30年3月31日 直入町                 | 昭和30年3月31日 直入町                 | 平成17年4月1日 竹田市        | 竹田市 |
| 下河原村           | 長湯村             | 長湯村             | 長湯村                     | 長湯村                      | 昭和23年4月1日 町制 長湯町     | 昭和23年4月1日 町制 長湯町          | 昭和30年3月31日 直入町                 | 昭和30年3月31日 直入町                 | 平成17年4月1日 竹田市        | 竹田市 |
| 原村（朽網郷）     | 長湯村             | 長湯村             | 長湯村                     | 長湯村                      | 昭和23年4月1日 町制 長湯町     | 昭和23年4月1日 町制 長湯町          | 昭和30年3月31日 直入町                 | 昭和30年3月31日 直入町                 | 平成17年4月1日 竹田市        | 竹田市 |
| 湯原村             | 長湯村             | 長湯村             | 長湯村                     | 長湯村                      | 昭和23年4月1日 町制 長湯町     | 昭和23年4月1日 町制 長湯町          | 昭和30年3月31日 直入町                 | 昭和30年3月31日 直入町                 | 平成17年4月1日 竹田市        | 竹田市 |
| 下迫村（朽網郷）   | 長湯村             | 長湯村             | 長湯村                     | 長湯村                      | 昭和23年4月1日 町制 長湯町     | 昭和23年4月1日 町制 長湯町          | 昭和30年3月31日 直入町                 | 昭和30年3月31日 直入町                 | 平成17年4月1日 竹田市        | 竹田市 |
| 冬田村             | 長湯村             | 長湯村             | 長湯村                     | 長湯村                      | 昭和23年4月1日 町制 長湯町     | 昭和23年4月1日 町制 長湯町          | 昭和30年3月31日 直入町                 | 昭和30年3月31日 直入町                 | 平成17年4月1日 竹田市        | 竹田市 |
| 辻村               | 長湯村             | 長湯村             | 長湯村                     | 長湯村                      | 昭和23年4月1日 町制 長湯町     | 昭和23年4月1日 町制 長湯町          | 昭和30年3月31日 直入町                 | 昭和30年3月31日 直入町                 | 平成17年4月1日 竹田市        | 竹田市 |
| 沢水村             | 長湯村             | 長湯村             | 長湯村                     | 長湯村                      | 昭和23年4月1日 町制 長湯町     | 昭和23年4月1日 町制 長湯町          | 昭和30年3月31日 直入町                 | 昭和30年3月31日 直入町                 | 平成17年4月1日 竹田市        | 竹田市 |
| 久保村（朽網郷）   | 長湯村             | 長湯村             | 長湯村                     | 長湯村                      | 昭和23年4月1日 町制 長湯町     | 昭和23年4月1日 町制 長湯町          | 昭和30年3月31日 直入町                 | 昭和30年3月31日 直入町                 | 平成17年4月1日 竹田市        | 竹田市 |
| 社家村             | 長湯村             | 長湯村             | 長湯村                     | 長湯村                      | 昭和23年4月1日 町制 長湯町     | 昭和23年4月1日 町制 長湯町          | 昭和30年3月31日 直入町                 | 昭和30年3月31日 直入町                 | 平成17年4月1日 竹田市        | 竹田市 |
| 仲村（朽網郷）     | 長湯村             | 長湯村             | 長湯村                     | 長湯村                      | 昭和23年4月1日 町制 長湯町     | 昭和23年4月1日 町制 長湯町          | 昭和30年3月31日 直入町                 | 昭和30年3月31日 直入町                 | 平成17年4月1日 竹田市        | 竹田市 |
| 柚柑子村           | 長湯村             | 長湯村             | 長湯村                     | 長湯村                      | 昭和23年4月1日 町制 長湯町     | 昭和23年4月1日 町制 長湯町          | 昭和30年3月31日 直入町                 | 昭和30年3月31日 直入町                 | 平成17年4月1日 竹田市        | 竹田市 |
| 須郷村             | 下田北村           | 下田北村           | 下竹田村                   | 下竹田村                    | 下竹田村                       | 下竹田村                            | 昭和30年3月31日 直入町                 | 昭和30年3月31日 直入町                 | 平成17年4月1日 竹田市        | 竹田市 |
| 仲村（幕府領）     | 下田北村           | 下田北村           | 下竹田村                   | 下竹田村                    | 下竹田村                       | 下竹田村                            | 昭和30年3月31日 直入町                 | 昭和30年3月31日 直入町                 | 平成17年4月1日 竹田市        | 竹田市 |
| 山浦村             | 下田北村           | 下田北村           | 下竹田村                   | 下竹田村                    | 下竹田村                       | 下竹田村                            | 昭和30年3月31日 直入町                 | 昭和30年3月31日 直入町                 | 平成17年4月1日 竹田市        | 竹田市 |
| 塩手村             | 下田北村           | 下田北村           | 下竹田村                   | 下竹田村                    | 下竹田村                       | 下竹田村                            | 昭和30年3月31日 直入町                 | 昭和30年3月31日 直入町                 | 平成17年4月1日 竹田市        | 竹田市 |
| 小津留村           | 下田北村           | 下田北村           | 下竹田村                   | 下竹田村                    | 下竹田村                       | 下竹田村                            | 昭和30年3月31日 直入町                 | 昭和30年3月31日 直入町                 | 平成17年4月1日 竹田市        | 竹田市 |
| 井手野村           | 上田北村           | 上田北村           | 下竹田村                   | 下竹田村                    | 下竹田村                       | 下竹田村                            | 昭和30年3月31日 直入町                 | 昭和30年3月31日 直入町                 | 平成17年4月1日 竹田市        | 竹田市 |
| 名子山村           | 上田北村           | 上田北村           | 下竹田村                   | 下竹田村                    | 下竹田村                       | 下竹田村                            | 昭和30年3月31日 直入町                 | 昭和30年3月31日 直入町                 | 平成17年4月1日 竹田市        | 竹田市 |
| 城後村             | 上田北村           | 上田北村           | 下竹田村                   | 下竹田村                    | 下竹田村                       | 下竹田村                            | 昭和30年3月31日 直入町                 | 昭和30年3月31日 直入町                 | 平成17年4月1日 竹田市        | 竹田市 |
| 釘小野村           | 上田北村           | 上田北村           | 下竹田村                   | 下竹田村                    | 下竹田村                       | 下竹田村                            | 昭和30年3月31日 直入町                 | 昭和30年3月31日 直入町                 | 平成17年4月1日 竹田市        | 竹田市 |
| 橘木村             | 上田北村           | 上田北村           | 下竹田村                   | 下竹田村                    | 下竹田村                       | 下竹田村                            | 昭和30年3月31日 直入町                 | 昭和30年3月31日 直入町                 | 平成17年4月1日 竹田市        | 竹田市 |
| 二俣村             | 上田北村           | 上田北村           | 下竹田村                   | 下竹田村                    | 下竹田村                       | 下竹田村                            | 昭和30年3月31日 直入町                 | 昭和30年3月31日 直入町                 | 平成17年4月1日 竹田市        | 竹田市 |
| 大野郡神鉢村       | 大野郡神堤村       | 大野郡神堤村       | 大野郡 西大野村 の一部     | 大野郡西大野村 の一部       | 大野郡西大野村 の一部          | 昭和29年12月20日 大野郡朝地村の一部 | 昭和30年1月1日 大野郡朝地町の一部      | 昭和31年2月1日 直入町へ編入            | 平成17年4月1日 竹田市        | 竹田市 |
| 大野郡堤村         | 大野郡神堤村       | 大野郡神堤村       | 大野郡 西大野村 の一部     | 大野郡西大野村 の一部       | 大野郡西大野村 の一部          | 昭和29年12月20日 大野郡朝地村の一部 | 昭和30年1月1日 大野郡朝地町の一部      | 昭和31年2月1日 直入町へ編入            | 平成17年4月1日 竹田市        | 竹田市 |

## 行政
- 歴代郡長

| 代 | 氏名 | 就任年月日                | 退任年月日                | 備考                   |
| -- | ---- | ------------------------- | ------------------------- | ---------------------- |
| 1  |      | 明治11年（1878年）11月1日 |                           |                        |
|    |      |                           | 大正15年（1926年）6月30日 | 郡役所廃止により、廃官 |